# Oceánografie

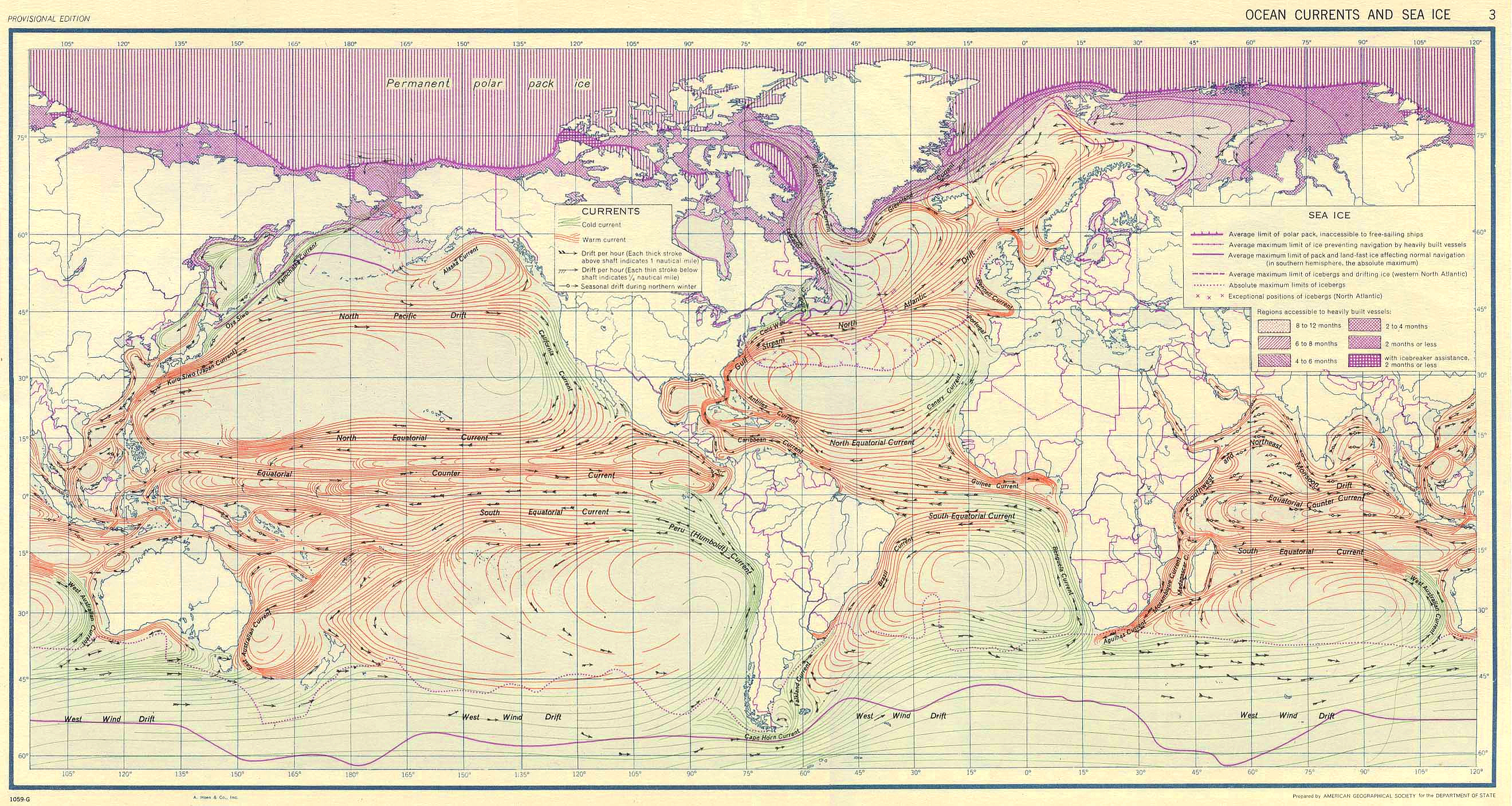
Mapa oceánských proudů z roku 1943

Oceánografie (z řeckého ωκεανός okeanós oceán + γράφειν gráfein psát) nebo též oceánologie je vědní obor zabývající se oceány a moři. Původně se věnoval pouze jejich popisu, postupně se ale stal plnohodnotným vědním oborem, kombinujícím poznatky z různých oborů (geologie, chemie, biologie, fyzika, …), který se snaží porozumět fungování tohoto vodního obalu Země. S rozvojem technologií ve 20. století vědci pronikli i na hluboká dna oceánů a porozumění deskové tektonice přineslo pochopení jejich vzniku – přesto zůstává se svým obrovským objemem většina světových oceánů neprozkoumaná a tvoří tak doposud neobjevený svět na naší vlastní planetě. V nedávné minulosti automatické sondy zjistily náznaky oceánů také na měsících plynných obrů jako je např. Europa.

## Dělení oceánografie
- mořská biologie – zkoumá živočichy a rostliny žijící v oceánu a jejich ekologické interakce
- chemická oceánografie – studuje chemické procesy v oceánu
- mořská geologie a geofyzika – věnuje se geologickým procesům na mořském dně včetně deskové tektoniky
- meteorologická oceánografie – studuje interakce mezi oceánskou hydrosférou a atmosférou
- fyzická oceánografie – zkoumá fyzikální vlastnosti oceánů (např. vztah mezi teplotou a salinitou, vlny nebo proudy)
- aplikovaná oceánografie – aplikace oceánografických poznatků do praxe (těžba nerostných surovin, rybolov...)

## Historie oceánografie
Oceány zůstávaly neprozkoumané až do 17. a 18. století, kdy velké námořní výpravy (např. francouzská vedená Louis Antoine de Bougainvillem či britské uskutečněné Jamesem Cookem) zmapovaly velkou část jižního Pacifiku. Největší důležitost v těch dobách mělo přesné mapování pobřeží, oceánských ostrovů a také mořských proudů – těm byla také věnována první oceánografická vědecká učebnice Jamese Rennella publikovaná na přelomu 18. a 19. století. V roce 1840 známý přírodovědec Charles Darwin publikoval vědecký článek o růstu korálů a formování atolů, o devět let později byly objeveny strmé pevninské svahy, v roce 1855 Mathew Fontaine Maury vydává v USA první učebnici oceánografie Fyzická geografie moře. Položení transatlantického telegrafního kabelu (1858) potvrdilo existenci tzv. „telegrafické plošiny“, což byl původní název středooceánského hřbetu, místa rozpínání Atlantiku. V druhé polovině 19. století nastal zejména v Evropě strmý nárůst přírodovědných aktivit spojených s průzkumem moří a oceánografie byla záhy etablována jako samostatná věda – zejména přispěním britské expedice lodi Challenger (1872–1876). O rozvoj a širokou popularizaci moderní oceánografie se výrazně zasloužil francouzský námořník, filmař a vynálezce Jacques-Yves Cousteau (1910-1997).

## Moderní oceánografický výzkum
Poznatky moderního oceánografického výzkumu se využívají pro různé obory, jako je např. rybolov, námořní doprava, těžba oceánských nerostných surovin, využití energetického potenciálu světového oceánu, využití k vojenským účelům, vývoj nových technologií výzkumu apod. Dnešní oceánografie pracuje s družicovými a leteckými snímky a využívá nejnovější poznatky elektroniky.
Výzkum se stále více zaměřuje na potřeby praxe. Vynakládají se prostředky na průzkum ložisek ropy a zemního plynu na šelfech, na výzkum rudých jílů, manganových konkrecí, minerálních rýžovisk při pobřeží, jsou studovány rozvoje mořských akvakultur a ekologicky únosného rybolovu.
Mezi mezinárodní komplexní programy výzkumu patří: výzkum Golfského proudu (1950), výzkumy v rámci Mezinárodního geofyzikálního roku (1957–1958), výzkum Indického oceánu (1959–1965; 43 lodí z 23 zemí), výzkum Baltského moře (1964), výzkum tropického Atlantiku a Středozemního moře (od roku 1963) či výzkum proudu Kurošio (od roku 1965).